# Sleaford Mods
Sleaford Mods són un duo anglès de Nottingham que fan música electrònica, punk i spoken word, coneguts per ser, procaços, cridaners i molt articulats. Està format per Jason Williamson i Andrew Robert Lindsay Fearn. Les seves lletres tracten de masculinitat i feblesa, de classe obrera, de grups immunds i de mentiders professionals, de la gran estafa del rock'n'roll, dels seus dimonis, ràbies i pors. Els seus discos han sigut molt ben rebuts per la crítica anglesa.

## Discografia
- Sleaford Mods (2007, A52 Sounds)
- The Mekon (2007, A52 Sounds)
- The Originator (2009, A52 Sounds)
- S.P.E.C.T.R.E. (2011, Deadly Beefburger Records)
- Wank (2012, Deadly Beefburger Records)
- Austerity Dogs (2013, Harbinger Sound)
- Divide and Exit (2014, Harbinger Sound)
- Key Markets (2015, Harbinger Sound)
- Live At SO36 (2016, Harbinger Sound)
- English Tapas (2017, Rough Trade)[5]
- Eton Alive (2019, Extreme Eating Records)[6]
- Spare Ribs (2021, Rough Trade)
- UK Grim (2023, Rough Trade)

## EP
- Tiswas (2014, Invada)
- Fizzy (2014, A Records)
- T.C.R. (2016, Rough Trade)
- Sleaford Mods (2018, Rough Trade)

Compilacions
- Chubbed Up - The Singles Collection, digital (2014, autoeditat)
- Retweeted - 2006-2012, 2xLP (2014, Salon Alter Hammer)
- Chubbed Up +, disc compacte (2014, Ipecac) [amb cançons addicionals]